# کامیلا و دزد
«کامیلا و دزد» (انگلیسی: Kamilla and the Thief) یک فیلم نروژی است که در سال ۱۹۸۸ منتشر شد. داستان فیلم از روی یک رمان کودکان اقتباس شده است. از بازیگران آن می‌توان به دنیس استورهوی و مورتن هارکت اشاره کرد.